# Franciszek Gałązka
Franciszek Gałązka (ur. 3 kwietnia 1920 w Woli Trutowo, zm. 13 listopada 2017 w Woluwe-Saint-Lambert w Belgii) – polski wojskowy i polityk.

## Życiorys
Major Wojska Polskiego, uczestnik kampanii wrześniowej 1939 roku i walk w Alzacji w czerwcu 1940 roku. Wieloletni działacz Polonii Belgijskiej w tym prezes, a następnie honorowy prezes Rady Polonii Belgijskiej. Zdobywca nagrody specjalnej konkursu "Polak Roku w Belgii" w 2012 roku. Emigracyjny działacz Chrześcijańsko-Demokratycznego Stronnictwa Pracy.

## Nagrody i wyróżnienia
- Krzyż Komandorski z Gwiazdą Orderu Zasługi RP[3],
- Krzyż Kawalerski Orderu Świętego Sylwestra,
- Krzyż Kawalerski Orderu Odrodzenia Polski[4]